# یری وانک
یری وانک (ارمنی: Երի վանք؛ انگلیسی: Yeri Vank) یک صومعه متعلق به کلیسای حواری ارمنی واقع در شهر مارتوناشن، استان شاهومیان جمهوری آرتساخ می‌باشد. ساخت و ساز این ساختمان در سده ۱۶ام میلادی؛ به پایان رسید. این بنا به سبک معماری ارمنی طراحی شده‌است.